# Up (album de Peter Gabriel)
Pour les articles homonymes, voir UP.
 (juin 2011).
Si vous disposez d'ouvrages ou d'articles de référence ou si vous connaissez des sites web de qualité traitant du thème abordé ici, merci de compléter l'article en donnant les références utiles à sa vérifiabilité et en les liant à la section « Notes et références ».
Albums de Peter Gabriel
Long Walk Home
(2002) Hit/Miss
(2003)
Up est le septième album studio de Peter Gabriel et le treizième en général, sorti en 2002.

## Historique
Il s'agit d'un album-concept, traitant principalement de la naissance et surtout de la mort.
Le morceau d'ouverture, Darkness, est une chanson sur le fait de surmonter les craintes.
Growing Up est une sommation de la vie soumise aux pulsations.
Sky Blue est un titre que Gabriel affirme avoir travaillé pendant 10 ans avant de le terminer.
I Grieve a été conçu après que Gabriel regarda son catalogue de musique comme s'il s'agissait d'un catalogue d'outils émotionnels. Il a trouvé qu'un outil manquait pour faire face à la mort.
Le premier single extrait de l'album, The Barry Williams Show est un downbeat, chanson jazzy traitant de talk-shows comme ceux de Jerry Springer. L'acteur Barry Williams fait une apparition comme membre du public dans le clip vidéo réalisé par Sean Penn). 
Le deuxième single, More Than This est l'un des morceaux les plus rythmés de l'album. La chanson pose la question de savoir s'il y a quelque chose de plus à vivre, More Than This.
L'enregistrement de la chanson Signal to Noise fut un défi pour Gabriel puisque le chanteur pakistanais, Nusrat Fateh Ali Khan, avec lequel il l'a précédemment interprétée en public, est décédé. Il a dû se débrouiller à partir d'un enregistrement de la même chanson live réalisée lors d'un concert pour le VH1 Witness le 28 avril 1996.
Enfin, The Drop ne comprend que le chant de Gabriel et un piano à queue Bösendorfer.

## Liste des chansons
Toutes les chansons sont composées par Peter Gabriel.
1. Darkness - 6:51
2. Growing Up - 7:33
3. Sky Blue - 6:37
4. No Way Out - 7:53
5. I Grieve - 7:25 (nouvelle version)
6. The Barry Williams Show - 7:16
7. My Head Sounds Like That - 6:29
8. More Than This - 6:02
9. Signal to Noise - 7:36
10. The Drop - 2:59

## Personnel
- Peter Gabriel ; chant, piano (sur 1,3,4,7,8,10) orgue (sur 2,6,8) Mellotron (sur 6,7,9) claviers (sur 1,3,5) guitare Telecaster (sur 4,6) sampling de guitare (sur 8), samples de claviers sur (2,4), arrangements vents et cordes (sur 6), harmonica (sur 6), harmonium (sur 4), tom-toms (sur 4), électronique (sur 1,3,6,8,9), claviers basse (sur 2,5,6,9), MPC Groove (sur 1 à 4,6,8,9), crotales (sur 4), sampling de cordes (sur 6), JamMan (sur 1,2).
- Tony Levin ; basse sur les pistes 1,3 à 8
- David Rhodes ; guitare sur les pistes 1 à 4,7,9, guitares acoustiques sur 6,8, chœurs sur 2,3,6,8,9
- Manu Katché ; batterie sur 1 à 3, 5 à 7
- L Shankar ; improvisation sur double violon sur 5
- Melanie Gabriel ; chœurs sur 3 & 8

Musiciens additionnels
- Hossam Ramzy : tablas sur 4, percussions sur 7
- Dave Power : batterie sur 1
- Tchad Blake : scratches de bandes sur 2, effets de traitements de groove sur 6
- Jon Brion : mandoline & Chamberlin sur 8
- Richard Chappell : programmation, percussions sur 2, boucle traitée sur 6, manipulation de boucle sur 7
- Christian Le Chevretel : trompette sur 6
- Adrian Chivers : chœurs sur 2
- Pete Davis : programmations additionnelles sur 2
- Dominique Mahut : percussions sur 2 & 7
- Richard Evans : flûte à bec sur 4, guitare acoustique sur 5
- Bob Ezrin : arrangements des cuivres sur 7
- Mitchell Froom : piano inversé sur 4
- Steve Gadd : batterie sur 4 & 9, percussions sur 9
- Peter Green : guitare sur 3
- Dominic Greensmith : batterie sur 4 & 8
- Will Gregory arrangements des cordes sur 1 & 9
- Stephen Hague : percussions sur 5
- Chris Hughes : programmation de la batterie sur 4
- Nick Ingraham, : orchestrations sur 1 & 9
- Nusrat Fateh Ali Khan : chant sur 9
- Daniel Lanois : guitare & percussions sur 3
- Sally Larkin, : chœurs sur 6
- Ged Lynch : batterie sur 2,6,8, percussions sur 2 à 9
- Chuck Norman : programmation du Spectre sur 5, cordes sur 5 pendant le pont
- David Sancious : orgue Hammond sur 3
- Ed Shearmur : arrangements des cuivres sur 7
- Alex Swift : programmation additionnelle sur 1à 3
- Assane Thiam : percussions sur 7
- Danny Thompson : contrebasse sur 4
- Will White : percussions sur 5
- Black Dyke Band : cuivres sur 7
- The Blind Boys of Alabama : voix additionnelles sur 3, chœurs sur 8
- London Session Orchestra : cordes sur 1
- Isobel Griffiths : consultant orchestre sur 1 & 9
- London Session Orchestra : sur 1 & 9
- Dhol Foundation : Tambours sur 9